# 書誌学

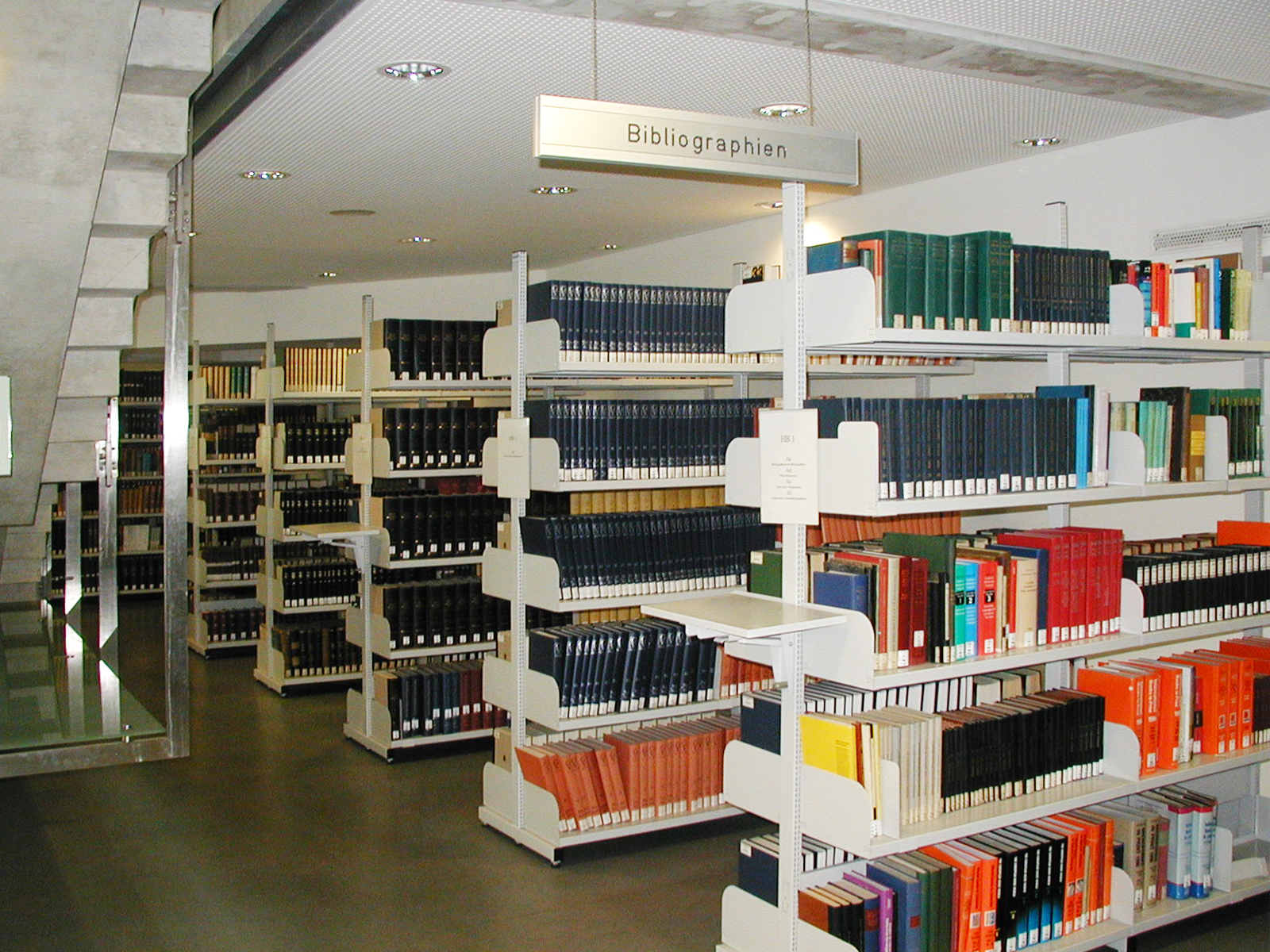
グラーツ大学図書館の書架

書誌学（しょしがく、独: Bibliografie、英: bibliography）とは、書籍を対象とし、その形態・材料・用途・内容・成立の変遷などの事柄を科学的・実証的に研究する学問のことである。狭義では、個別の書籍を正確に記述した書誌に関する学問を指す。

## 概要
元々は歴史の補助学として「書史学」と称していたが、書物全体についての学問という認識が強まり、大正末期から「書誌学」と呼ぶようになったという。また「図書学」や「書物学」とも称されることがある。
書誌学が研究対象とする範囲は極めて広く、書籍に関する全てを科学的に究めるのが仕事である。例えば以下の領域を含む。
1. 図書の定義・範囲・種類・起源・発達など
2. 図書の物理的側面として料紙や筆墨の材料・形態・装訂・付属物など
3. 書写および印刷の材料・様式・方法・種類・歴史など
4. 内容の成立・種類・異同・校勘・校訂・伝来・翻字・影印・出版・流通・変遷・集散など
5. 図書の整理・分類の方法・目録の編纂とその歴史など
6. 図書の蒐集・保存・分散などに関する事情・方法・歴史など
7. 文庫と図書館との相違・発達・種別・建築など
8. 図書に関する法律規則（著作権・出版法・販売権など）
9. 図書を対象とする各種の企業（編集・印刷・製本・出版・販売・貸本など）

書誌学が研究対象とする図書は、言語学や文学などの人文学系に限らず、数学、天文学、物理学、医学、薬学などの自然科学系にも関わるので、あらゆる学術分野にわたる。対象とするものに応じて研究の方法や内容は変化するが、いずれにせよ書誌学の目的は、書物という人間の文化的活動において重要な位置を占めるものを総体的に捉えること（すなわち、その書物の成立と伝来を跡づけて、人間の歴史という時間と空間の中に位置づけること）にあるので、制作過程のみならず、「その後どのように読まれてきたか」という享受過程も重要である。書誌学が学問として正当な地位と周知を得るためには、将来に向けて世代を超えて、諸本の蒐集調査、書目の編纂、比較校勘の事業などを、地道に継続して行わなければならない。また「学説や研究書の特質を正当に評価するためには、書誌学的研究が必要であり、それこそが研究の第一歩である」という意見もある。

## 各国における形成と変容

### 日本
日本では、一般的に江戸時代以前の古典籍について、その成立・装幀・伝来などを含めて、その書籍に関する諸々の事柄を研究・記述する場合に用いられることが多い。
その歴史的な第一歩は、奈良時代の書目編纂に始まる。各大寺の経蔵の所蔵目録や一切経の蔵経目録など、経録（仏典目録）類が盛んに編修された。平安時代になると、藤原佐世による漢籍目録の『日本国見在書目録』が現れる。蔵書目録としては、信西による『通憲入道蔵書目録』が見られ、平安末になると、宋刊本を用いた漢籍の校勘や『万葉集』などの伝本の対校が実施されるようになった。鎌倉時代になると、仙覚律師による『万葉集』の校勘がその水準の高さを誇っており、その末期には『本朝書籍目録』という総目録が編纂されている。江戸時代には、山井崑崙、近藤正斎、狩谷棭斎、渋江抽斎、森立之らの書誌学の大立者が現われた。
日本の近代については、印刷は主に活版で行われ、特有の書誌学的問題を生じさせた。また日本文学の界隈においては、昭和の初頭以来、「文献学」と同じような意味で使われることが多い。さらに1931年には、書誌学の進展を援助する意図のもとに発起した同人が発展して日本書誌学会が発足し、その機関誌として雑誌『書誌学』が1933年に創刊された。そのほか、書影集や善本目録なども相次いで刊行されたので、書誌学の学術的水準は画期的な向上をみることになった。

### 中国
中国における書誌学は、以下の諸学に類した学問か、あるいはその一部、その逆に相互に補完するものとして認識されてきた。
- 目録学

歴代の書目を対照し、巻数や字句の出入を考証し、さらに古籍の出自や真偽を考察して、版本の優劣を見、系統を調査し、古籍の資料的価値を確定する学問。清の王鳴盛が、その著『十七史商榷』で用いたのが初見で、「学中第一の緊要の事」（＝あらゆる学問の中で最も大切なものである）と述べている。
- 校讎学

版本の対校を行い、字句の校訂を行う学問。「校勘学」ともいう。清朝の章学誠のみは、その著『校讐通義』において、より広い範囲を想定し、「学問や学派の系統までを研究する学問である」と定義している。また日本においても、荻生徂徠や狩谷棭斎などによって行なわれた。
- 版本学

書誌学と同義語として用いられるが、やや好事家的な意味合いを含んだ学問として用いられている。
- 輯佚学

亡佚した古典（逸書）を、類書などへの引用文を用いて復原する学問。明の頃から盛んになったが、多くはその出所を明記しなかったので、信頼性を欠いていた。その仕事は時代とともに精密になり、清朝の頃には出所を明記するものが増加したことで、とりわけ六朝以前の思想史や文学史の研究において、史的発展を資料的に辿ることが可能になった。
- 考証学

清朝伝統の考証学は、1900年前後の重大発現に触発され、その一分派として書誌学を開花させた。

### 韓国
1968年に韓国書誌研究会が発足して雑誌『書誌学』を創刊したほか、1970年には韓国書誌学会が創立された。

### 英米
英米での書誌学は、一般的に次の2つに大別できる。
- 列挙書誌学（enumerative bibliography）（systematic bibliography ともいう）

一定の原理によって書籍や文書の書誌的事項を排列したリスト（書誌・文献の目録）およびその作成法を研究する分野。図書には様々な知識が収められているので、この知識を有効に普及させるには、図書の内容を識別して特徴を記述し、一定の体系に配列しておく必要がある。英語圏における最大の成果は、いわゆる STC（Jackson, Ferguson & Pantzer (1987)、Jackson, Ferguson & Pantzer (1976)、Jackson, Ferguson & Pantzer (1991)）である。初版が1926年。1986年に全面改定版（3冊本）が出た。
- 分析書誌学（analytical bibliography）（critical bibliography ともいう）

個々の図書の物質的形態・生成過程を精緻・詳細に掘り下げる学問。本文校訂の拠り所・ベースとなる。図書は著者の考えを伝える存在であるが、著者の手を離れた原稿が様々な人（清書職人、編集者、植字工、印刷工など）の手を経るうちに、意識的あるいは無意識的に変更が生まれてくるので、この変更の原因を解明するには、図書がどんな特徴をもち、どのように製造されたのかといった知識が必要となる。これは当時のダーウィン主義の影響もあって、事実に語らせるという博物学的方法により、物としての図書自体の作成に関連する全ての過程を研究しようとしたものである。
このうち「分析書誌学」については、以下の3つに分類できる。
- 記述書誌学（descriptive bibliography）

出版者ないし印刷者がその図書の発行にあたって、意図していた状態を完全に示している図書（すなわち理想本）を記述することを目的とした研究領域。その結果を記述書誌学の原則に従って記述し、配列をしたものを記述書誌という。問われるのは、折丁の順序や折丁の紙葉が完全に揃っているかといった図書の物的状態であり、本文の質に関係するものではない。理想本の様子を知るには、できるだけ多くの図書を調査することによって、各図書の物理的な状態が確定できるだけでなく、図書の相互関係が掴めるようになり、時には今まで知られていなかった「未記録」のものを発見することもある。記述書誌の最高峰は、Greg (1970)である。記述理論書の最高峰はBowers (1995)である。
- 原文書誌学（textual bibliography）

印刷された本文と、その著者の原文との関係を比較、分析する研究領域。「本文書誌学」ともいう。著者の原文（原稿）は、印刷される段階で植字工によって誤読・誤植されたりすることがあるので、著者の同一書の各種伝本間の字句の異同を調べて、その著作の原文を可能な限り明らめることが意図される。
- 歴史書誌学（historical bibliography）

物としての図書資料だけでなく、それ以外の資料も活用して図書を研究する分野。印刷者、出版者、製本師、活字鋳造師などの伝記のほか、版権の歴史などが含まれており、印刷者や出版者が所有する各種の記録類の分析も入るが、図書に関するすべての歴史を包含した広義の歴史研究ではない。その旗手はD.F. McKenzie である。
なおアメリカでは書誌学が図書館学の一分野とされているが、逆にヨーロッパ諸国では図書館学が書誌学の一分野とされている。

### エジプト
紀元前200年代に、詩人であり学者として活動したカリマコスは、アレクサンドリア図書館の膨大な蔵書の8分類し、目録を作成したことから「書誌学の父」と称される存在となった。